# Salvatore Costanzo
Pour les articles homonymes, voir Costanzo.
Pas d'image ? Cliquez ici

a Compétitions nationales et continentales officielles uniquement.

b Matchs officiels uniquement.
Dernière mise à jour le 19 février 2024.
Salvatore Costanzo (né le 9 avril 1982 à Catane, en Sicile, Italie), est un joueur de rugby à XV italien. Il joue en équipe d'Italie et évolue au poste de pilier au sein de l'effectif du Benetton Rugby Trévise (1,88 m pour 118 kg).

## Biographie
Costanzo a gagné en 2017 son 10e scudetto (le titre de champion d'Italie), qui est le record italien pour un joueur depuis l'après-guerre.

## Carrière

### En club
- 2001-2010: Benetton Trévise  Italie
- 2010-2017: Rugby Calvisano  Italie
- 2017-2018: Olivos Rugby Club  Argentine

### En équipe nationale
Il a honoré sa première cape internationale en équipe d'Italie le 26 juin 2004 contre la Roumanie.

## Palmarès

### En club
- Championnats d'Italie: 10
Benetton Trévise: 2002-2003, 2003-2004, 2005-2006, 2006-2007, 2008-2009, 2009-2010
Calvisano: 2011-2012, 2013-2014, 2014-2015, 2016-2017
- Coupes d'Italie: 4
Benetton Trévise: 2004-2005, 2009-2010
Calvisano: 2011-2012, 2014-2015
- Supercoupes d'Italie: 2
Benetton Trévise: 2006, 2009

### En équipe nationale
- 4 sélections en équipe d'Italie depuis 2004
- Sélections par année : 4 en 2004
- Tournoi des Six Nations disputé : aucun.